# Neoseiulus wanrooyae
Neoseiulus wanrooyae är en spindeldjursart som beskrevs av John Stanley Beard 200. Neoseiulus wanrooyae ingår i släktet Neoseiulus och familjen Phytoseiidae. Inga underarter finns listade i Catalogue of Life.